# Suat Serdar
Suat Serdar (Bingen am Rhein, 11 aprile 1997) è un calciatore tedesco di origine turca, centrocampista del Verona.

## Carriera

### Club

#### Mainz
Prodotto delle giovanili del Magonza, compie il suo debutto in Bundesliga il 18 settembre 2015 subentrando all'88º minuto di gioco a Yunus Malli in occasione nella vittoria per 3-1 contro l'Hoffenheim.

#### Schalke 04
Il 17 maggio 2018 viene annunciato sul profilo Twitter dello Schalke 04 il suo passaggio ai minatori per 11 milioni di euro.
Il trasferimento si concretizza il successivo 1º luglio e l'esordio arriva 25 giorni dopo nella sconfitta per 2-1 contro il Wolfsburg, mentre il primo goal verrà segnato il 31 marzo 2019 assicurando la vittoria contro l'Hannover 96.

#### Hertha Berlino
Il 1º luglio 2021 passa per 8 milioni all'Hertha Berlino. Esordisce con la nuova maglia il successivo 8 agosto, nel primo turno di DFB-Pokal, contro il Meppen (1-0). Sette giorni più tardi fa il suo esordio in campionato, nella trasferta contro il Colonia (3-1). Segna il suo primo gol e la sua prima doppietta con la nuova squadra nella vittoria esterna del 12 settembre contro il Greuther Fürth. In due stagioni colleziona 69 presenze totali e 8 reti.

#### Hellas Verona
Il 22 agosto 2023 viene ceduto in prestito al Verona. Quattro giorni dopo esordisce con i veneti, subentrando nel secondo tempo a Cyril Ngonge, nella partita casalinga contro la Roma, vinta per 2-1.
Dopo avere faticato a imporsi nel girone d'andata, in quello di ritorno le sue prestazioni migliorano contribuendo alla salvezza del club scaligero che, il 30 maggio 2024, decide di riscattarlo dall'Hertha Berlino. Il 10 novembre 2024 segna la sua prima rete in massima serie, firmando il momentaneo pareggio nella sconfitta per 3-1 in casa della Fiorentina.

## Statistiche

### Presenze e reti nei club
Statistiche aggiornate al 10 novembre 2024.
| Stagione              | Squadra               | Campionato            | Campionato | Campionato | Coppe nazionali | Coppe nazionali | Coppe nazionali | Coppe continentali | Coppe continentali | Coppe continentali | Altre coppe | Altre coppe | Altre coppe | Totale | Totale |
| Stagione              | Squadra               | Comp                  | Pres       | Reti       | Comp            | Pres            | Reti            | Comp               | Pres               | Reti               | Comp        | Pres        | Reti        | Pres   | Reti   |
| --------------------- | --------------------- | --------------------- | ---------- | ---------- | --------------- | --------------- | --------------- | ------------------ | ------------------ | ------------------ | ----------- | ----------- | ----------- | ------ | ------ |
| 2015-2016             | Mainz II              | 3L                    | 7          | 0          | CG              | 0               | 0               | -                  | -                  | -                  | -           | -           | -           | 7      | 0      |
| 2016-2017             | Mainz II              | 3L                    | 6          | 0          | CG              | 0               | 0               | -                  | -                  | -                  | -           | -           | -           | 6      | 0      |
| Totale Mainz II       | Totale Mainz II       | Totale Mainz II       | 13         | 0          |                 | 0               | 0               |                    | -                  | -                  |             | -           | -           | 13     | 0      |
| 2015-2016             | Mainz                 | BL                    | 12         | 0          | CG              | 0               | 0               | -                  | -                  | -                  | -           | -           | -           | 12     | 0      |
| 2016-2017             | Mainz                 | BL                    | 8          | 0          | CG              | 2               | 0               | UEL                | 4                  | 0                  | -           | -           | -           | 14     | 0      |
| 2017-2018             | Mainz                 | BL                    | 25         | 2          | CG              | 3               | 1               | -                  | -                  | -                  | -           | -           | -           | 28     | 3      |
| Totale Mainz          | Totale Mainz          | Totale Mainz          | 45         | 2          |                 | 5               | 1               |                    | 4                  | 0                  |             | -           | -           | 52     | 3      |
| 2018-2019             | Schalke 04            | BL                    | 26         | 2          | CG              | 2               | 0               | UCL                | 7                  | 0                  | -           | -           | -           | 35     | 2      |
| 2019-2020             | Schalke 04            | BL                    | 20         | 7          | CG              | 2               | 0               | -                  | -                  | -                  | -           | -           | -           | 22     | 7      |
| 2020-2021             | Schalke 04            | BL                    | 25         | 1          | CG              | 1               | 1               | -                  | -                  | -                  | -           | -           | -           | 26     | 1      |
| Totale Schalke 04     | Totale Schalke 04     | Totale Schalke 04     | 71         | 10         |                 | 5               | 1               |                    | 7                  | 0                  |             | -           | -           | 86     | 11     |
| 2021-2022             | Hertha Berlino        | BL                    | 30+2       | 3          | CG              | 3               | 1               | -                  | -                  | -                  | -           | -           | -           | 33+2   | 2      |
| 2022-2023             | Hertha Berlino        | BL                    | 32         | 4          | CG              | 1               | 0               | -                  | -                  | -                  | -           | -           | -           | 33     | 4      |
| ago. 2023             | Hertha Berlino        | ZL                    | 0          | 0          | CG              | 1               | 0               | -                  | -                  | -                  | -           | -           | -           | 1      | 0      |
| Totale Hertha Berlino | Totale Hertha Berlino | Totale Hertha Berlino | 62+2       | 7          |                 | 5               | 1               |                    | -                  | -                  |             | -           | -           | 69     | 8      |
| 2023-2024             | Verona                | A                     | 25         | 0          | CI              | 1               | 0               | -                  | -                  | -                  | -           | -           | -           | 26     | 0      |
| 2024-2025             | Verona                | A                     | 22         | 2          | CI              | 0               | 0               | -                  | -                  | -                  | -           | -           | -           | 7      | 2      |
| Totale Hellas Verona  | Totale Hellas Verona  | Totale Hellas Verona  | 47         | 2          |                 | 1               | 0               |                    | -                  | -                  |             | -           | -           | 33     | 2      |
| Totale carriera       | Totale carriera       | Totale carriera       | 227        | 21         |                 | 16              | 3               |                    | 11                 | 0                  |             | -           | -           | 250    | 24     |

### Cronologia presenze e reti in nazionale
| Cronologia completa delle presenze e delle reti in nazionale ― Germania | Cronologia completa delle presenze e delle reti in nazionale ― Germania | Cronologia completa delle presenze e delle reti in nazionale ― Germania | Cronologia completa delle presenze e delle reti in nazionale ― Germania | Cronologia completa delle presenze e delle reti in nazionale ― Germania | Cronologia completa delle presenze e delle reti in nazionale ― Germania | Cronologia completa delle presenze e delle reti in nazionale ― Germania | Cronologia completa delle presenze e delle reti in nazionale ― Germania |
| Data                                                                    | Città                                                                   | In casa                                                                 | Risultato                                                               | Ospiti                                                                  | Competizione                                                            | Reti                                                                    | Note                                                                    |
| ----------------------------------------------------------------------- | ----------------------------------------------------------------------- | ----------------------------------------------------------------------- | ----------------------------------------------------------------------- | ----------------------------------------------------------------------- | ----------------------------------------------------------------------- | ----------------------------------------------------------------------- | ----------------------------------------------------------------------- |
| 9-10-2019                                                               | Dortmund                                                                | Germania                                                                | 2 – 2                                                                   | Argentina                                                               | Amichevole                                                              | -                                                                       | 72’                                                                     |
| 13-10-2019                                                              | Tallinn                                                                 | Estonia                                                                 | 0 – 3                                                                   | Germania                                                                | Qual. Euro 2020                                                         | -                                                                       | 77’                                                                     |
| 19-11-2019                                                              | Francoforte sul Meno                                                    | Germania                                                                | 6 – 1                                                                   | Irlanda del Nord                                                        | Qual. Euro 2020                                                         | -                                                                       | 72’                                                                     |
| 3-9-2020                                                                | Stoccarda                                                               | Germania                                                                | 1 – 1                                                                   | Spagna                                                                  | UEFA Nations League 2020-2021 - 1º turno                                | -                                                                       | 74’                                                                     |
| Totale                                                                  |                                                                         | Presenze                                                                | 4                                                                       |                                                                         | Reti                                                                    | 0                                                                       |                                                                         |